# 桃田百合若
桃田 百合若（ももた ゆりわか、男性、1967年1月27日 - ）は、北海道在住の漫画家、および専門学校の非常勤講師。イラスト、キャラクターデザインなども行う。 北海道出身。
漫画家としてはローカル地方紙やフリーペーパーなどを中心に活動。WEB漫画のComicoの創成期のメンバー。ネットを中心に漫画、イラスト等の制作、発表を行っている。

## 作風
漫画はイラスト的で、わたせせいぞう氏の作風を連想させるが、氏が評された「オシャレ」ではなく現代の「かわいい」が当てはまる作風。
またその作風や活動を見るとカートゥニストが近いとも思われる。
内容は淡々とした中に哲学的な要素を含む。

## 略歴
1997年、連載漫画「玄米生活」で商業誌デビュー。
2000年頃からWEB漫画、広告漫画を執筆。
2006年から、北海道芸術高等学校マンガ・イラストコース非常勤講師、総合学園ヒューマンアカデミー札幌校マンガカレッジ非常勤講師として勤務。
2008年、北海道初のフリーコミック雑誌「コミック・ラグ」に「チャリタビ」を掲載。
2013年、comico（NHN PlayArt）で「メゾンドワカ」週刊連載(2013年10月〜2015年8月 掲載)
2015年、comico（NHN PlayArt）で「ギガブ」週刊連載(2015年9月〜2016年11月 掲載)
2016年、comico（NHN PlayArt）で、「クピド」週刊連載(2016年11月〜2017年3月 掲載)
2023年、ノベルピア（NOVELPIA JAPAN）で、「またたび日和」毎日連載(2023年6月〜2023年7月 掲載)
2023年、ノベルピア（NOVELPIA JAPAN）で、「BOX」週刊連載(2023年7月〜 掲載中)